# Leo Kadanoff
Leo Philip Kadanoff, né le 14 janvier 1937 à New York (État de New York) et mort le 26 octobre 2015 à Chicago (Illinois), est un physicien américain. Professeur de physique à l'université de Chicago depuis 1978, il a été président de la Société américaine de physique,.
Ses recherches portent sur la physique statistique, la théorie du chaos et la matière condensée. Son livre Quantum Statistical Mechanics, copublié avec Gordon Baym, est une référence dans le domaine et a été traduit dans plusieurs langues.

## Biographie
Kadanoff grandit à New York. Il fait des études en physique à l'université Harvard, où il obtient un doctorat. Après un post-doctorat à l'Institut Niels Bohr de Copenhague, il rejoint le département de physique de l'université de l'Illinois en 1965.
Les premières recherches de Kadanoff portent sur la supraconductivité. À la fin des années 1960, il étudie l'organisation de la matière lors des changements de phase.
En 1969, il déménage à l'université Brown. Puis devient professeur à l'université de Chicago en 1978. En 1982, il devient membre de l'American Academy of Arts and Sciences. Il obtient la National Medal of Science en 1999.
Avec Leo Irakliotis (en), il a créé le Center for Presentation of Science.
Il est professeur émérite depuis 2004.
En juin 2013, un donateur anonyme a investi 3,5 millions USD pour établir le Leo Kadanoff Center for Theoretical Physics de l'université de Chicago.

## Publications (extrait)
- (en) From order to chaos I, II – essays, critical, chaotic and otherwise, World Scientific, 1993,  (ISBN 981-02-1198-8), vol. 2, 1999,  (ISBN 981-02-3434-1)
- (en) Statistical Physics – Statics, dynamics and renormalization, World Scientific, 2000,  (ISBN 981-02-3764-2)
- (en) Application of Renormalization Group techniques to quarks and strings in Reviews of Modern Physics, 1977, pp. 267–296
- (en) avec Gordon Baym, Quantum statistical mechanics, Benjamin, 1962.